# Splatter
Splatter (anglicky splatter – cákanec) je subžánr hororu a kriminálního filmu, který se prostřednictvím speciálních efektů zaměřuje na naturalistické, až přehnané zobrazovaní násilí včetně scén mrzačení lidského těla, s typickým proléváním množství krve. Termín poprvé použil režisér George A. Romero k popisu svého filmu Úsvit mrtvých z roku 1978. Příkladem splatteru je americký snímek Plivu na tvůj hrob. Hororové komedie označované pojmem splatter režiséra Petera Jacksona, Bad Taste – Vesmírní kanibalové (1987) nebo Braindead – Živí mrtví  (1992), akcentovaly důraz na velké množství krve. Svou formou se jednalo spíše o parodie na splattery.